# Bilanga (departamento)
Bilanga é um departamento ou comuna da província de Gnagna no Burkina Faso. A sua capital é a cidade de Bilanga.
Em 1 de julho de 2018 tinha uma população estimada em 133660 habitantes.